# Eugene Bradford
Eugene Bradford is een personage uit de soapserie Days of our Lives. De rol werd gespeeld door John de Lancie van 1982 tot 1985 en in 1986 en 1989.

## Personagebeschrijving
Eugene kwam in 1982 naar Salem als patiënt van dokter Marlena Evans. Hij ontvoerde Marlena en nam haar mee naar zijn appartement. De muren van zijn appartement waren bedekt met foto’s van Marlena en krantenknipsels over de wurger van Salem. Roman Brady en Don Craig redden Marlena en Eugene bekende dat hij de moorden gepleegd had. Later bleek echter dat hij de moordenaar toch niet was en hij werd opgenomen.
In 1983 begon hij een relatie met Trista Evans. De Bradford familievloek kwam wel achter hem aan. Zijn grootvader was onlangs overleden in Haïti en hij was nu de volgende die de vloek zou erven. Mensen in de onmiddellijke omgeving van Eugene gingen dood en hij weet dit aan de vloek. Eugene vroeg Trista ten huwelijk en was er zeker van dat de vloek achter de mysterieuze moorden zat en hij ging samen met Trista naar Haïti om te ontdekken wat er aan de hand was. Terwijl ze daar waren trouwden ze, maar kort daarna werd Trista dood teruggevonden met een ravenveer bij haar lijk. Op het huwelijk van Roman en Marlena redde hij het leven van Roman door zijn zesde zintuig dat doorhad dat iemand op Roman schoot. Eugene trok bij zijn nicht Letitia in, die toevallig een raaf als huisdier had. Nadat ook Letitia vermoord werd was Eugene de hoofdverdachte. Hij kreeg de familietalisman in Haïti en hoopte dat de vloek was opgeheven. Toen Roman zijn dood veinsde ging Eugene ermee akkoord om hem in zijn huis onder te brengen, maar waarschuwde hem dat Trista in zijn huis spookte. Nadat Roman in zijn huis kwam wonen ontdekte hij dat de geesten die Eugene eigenlijk zag computer gestuurd werden door Stefano DiMera om zo Eugene gek te maken. Stefano wilde de talisman van Eugene hebben. Om de dood van Roman echt te laten lijken trouwden Eugene en Marlena in 1986. De talisman was de sleutel tot het ontmantelen van de bom die Stefano in het ziekenhuis had geplaatst. Gelukkig slaagden Eugene en Roman er op tijd in om de bom te ontmantelen.
In 1985 verloofde Eugene zich met Calliope Jones. Om zijn erfenis te krijgen moest Eugene echter met een rijke dame trouwen en Calliope deed zich voor als een dame van stand en mocht met Eugene trouwen. De moeder van Eugene had het grootste deel van de erfenis echter al verbrast. Zijn moeder kon in de gevangenis vliegen als dit ontdekt werd en om haar te helpen trouwde hij met de rijke Madeline Rutherford en name en job aan bij de krant Salem Today en schreef daar een column onder de vrouwelijke alias Bettina Lovelorn. Om zich als Bettina voor te doen moest Eugene zich verkleden als vrouw. Nadat zijn ware identiteit onthuld werd werd hij ontslagen en vervolgd voor fraude. Madeline scheidde van Eugene en met het weinige geld dat hij nog had trouwde hij met Calliope op 31 december 1985.
Kort na hun huwelijk verdween Eugene samen met een tijdmachine waaraan hij werkte. Hij keerde terug in 1989 en hield zich verborgen in de kelder van Kimberly Brady. Eugene was naar de toekomst gereisd en had een androïde versie van Calliope gemaakt die hij terug meenam naar het heden. Eugene en Calliope werden eindelijk verenigd, maar mensen uit de toekomst kwamen zoeken naar de androïde Calliope en namen de echte per vergissing gevangen. Eugene kon Calliope bevrijden en verdween kort daarna opnieuw met zijn tijdmachine.
In 2005 keerde Calliope terug naar Salem om de bruiloft van Mimi Lockhart te regelen en verklaarde dat zij en Eugene nog steeds gelukkig getrouwd waren.